# Міста Бельгії
Нижче наведено список 30 найбільших міст Бельгії (із населенням понад 50 тисяч мешканців) із вказівкою приналежності до регіону та датою здобуття міського статусу.
| Місто             | Населення | Провінція                      | Дата отримання статусу |
| ----------------- | --------- | ------------------------------ | ---------------------- |
| Антверпен         | 507 911   | Антверпен                      |                        |
| Гент              | 248 813   | Східна Фландрія                |                        |
| Шарлеруа          | 203 753   | Ено                            | 1666                   |
| Льєж              | 195 931   | Льєж                           | 1342                   |
| Брюссель          | 168 576   | Брюссельський столичний регіон |                        |
| Схарбек           | 130 587   | Брюссельський столичний регіон | 1120                   |
| Брюгге            | 117 577   | Західна Фландрія               |                        |
| Андерлехт         | 113 462   | Брюссельський столичний регіон | 1047                   |
| Намюр             | 110 500   | Намюр                          |                        |
| Левен             | 97 692    | Фламандський Брабант           | 891                    |
| Моленбек-Сен-Жан  | 94 653    | Брюссельський столичний регіон | 1785                   |
| Монс              | 93 941    | Ено                            |                        |
| Іксель            | 84 216    | Брюссельський столичний регіон | 1795                   |
| Мехелен           | 82 602    | Антверпен                      |                        |
| Алст              | 82 587    | Східна Фландрія                |                        |
| Уккел             | 80 487    | Брюссельський столичний регіон | 1795                   |
| Ла-Лув'єр         | 79 486    | Ено                            |                        |
| Хасселт           | 75 579    | Лімбург                        |                        |
| Кортрейк          | 75 120    | Західна Фландрія               |                        |
| Сінт-Ніклас       | 73 280    | Східна Фландрія                |                        |
| Остенде           | 69 969    | Західна Фландрія               |                        |
| Турне             | 69 667    | Ено                            |                        |
| Генк              | 65 224    | Лімбург                        |                        |
| Серен             | 63 732    | Льєж                           |                        |
| Руселаре          | 59 340    | Західна Фландрія               | 1250                   |
| Мускрон           | 56 407    | Ено                            |                        |
| Верв'є            | 55 733    | Льєж                           |                        |
| Форе              | 54 024    | Брюссельський столичний регіон |                        |
| Волюве-Сен-Ламбер | 52 592    | Брюссельський столичний регіон |                        |
| Сен-Жіль          | 50 377    | Брюссельський столичний регіон |                        |